# Leybourne Castle
Leybourne Castle er et slot fra 1200-tallet i Leybourne sogn i Kent i det sydlige England. Det ligger mellem West Malling og Larkfield. De to semi-cirkulærer bastioner ved det dobbelttårnede porthus er bygget i 1275 og er inkorporeret i et tudor-hus, som undergik omfattende ombygning omkring 1930. Der findes rester af cirkulære jordvolde. Ringmuren eksisterede til 1700-tallet, men er helt forsvundet.
Det er en grade II listed building.